# Born to be blue
Born to be blue és una pel·lícula dramàtica del 2015 dirigida, produïda i escrita per Robert Budreau. El film és protagonitzada per Ethan Hawke i Carmen Ejogo. La pel·lícula està dedicada al músic de jazz estatunidenc Chet Baker, interpretat per Hawke.

## Argument
El crític de Variety, Andrew Barker, va assenyalar que la pel·lícula tracta «d'un personatge que comparteix un nom i un nombre significatiu de similituds biogràfiques amb Chet Baker, prenent la vida del llegendari músic de jazz de la Costa Oest com si fos només un gràfic d'acords des d'on llançar un conjunt improvisat de noves melodies». Ambientat principalment al 1966, Baker és contractat per a interpretar-se a si mateix en una pel·lícula sobre els anys en què va provar l'heroïna per primera vegada. Festeja amb l'actriu Jane Azuka (un personatge de ficció compost de diverses de les dones de Baker a la vida real, interpretat per Carmen Ejogo), malgrat que en la seva primera cita, Baker és atacat per matons que li trenquen les dents. Baker es recupera poc a poc de la seva lesió, però el seu art amb l'embocadura se'n ressent. A la vegada, ha de respondre davant el seu agent de la llibertat condicional i assegurar-se que té feina, mentre segueix el seu procés de tractament amb metadona.
El rodatge va tenir lloc a Sudbury, Ontario, la tardor de 2014. La partitura de jazz de la pel·lícula va ser creada pel compositor i pianista David Braid. L'àudio de les actuacions de trompeta de la pel·lícula va ser realitzat per Kevin Turcotte. Hawke va fer classes de trompeta amb Ben Promane.